# Antonyij-kolostor
Az Antonyij-kolostor (oroszul: Антониев монастырь) műemlék épületegyüttes Oroszországban, Novgorodban. A város egyik legfontosabb és legkorábban alapított kolostora volt, napjainkban a városi múzeum része. Történelmi épületegyüttesét Novgorod más műemlékeivel együtt 1992-ben felvették az UNESCO világörökség listájára.

## Fekvése
A város északi részén, az ún. Kereskedő oldalon, a Volhov-folyó jobb partján fekszik. A folyó szemközti partján Novgorod másik ismert épületegyüttese, a Zverin-kolostor áll, szintén a világörökség része.

## Alapítása
A kolostort a 12. század első éveiben alapította Antonyij Rimljanyin (magyarra fordítva: „Római Antóniusz”). A hagyomány szerint Antonyij Rómában született. Árvaságra jutván szétosztotta gazdag örökségét a szegények között, arany-ezüst ékszereit hordóba zárva a tengerbe vetette, maga pedig egy parti sziklára költözve imádkozott. Egy év múltán a szikla elszakadt a parttól és Antonyijjal csodálatos módon Novgorodban, a Volhov-folyó partján kötött ki. Ezen a helyen Antonyij kis fatemplomot épített és kolostort alapított. Egy évvel később a halászok ékszerekkel teli hordóját is kifogták a folyóból, ennek árából építtette Antonyij a kőtemplomot, melyben ma is látható a szikla, melyen a legenda szerint ideérkezett. 1147-ben az általa alapított kolostorban temették el.

## Az épületegyüttes

### A világörökség része
A kolostor legrégebbi temploma, az Istenanya Születése-katedrális (собор Рождества Богородицы) építését 1117-ben kezdték el és 1119-ben fejezték be. (Ekkor kezdték építeni a város déli szélén a Szent György-katedrálist a Jurjev-kolostorban. Több kutató szerint a két templomot ugyanaz a mester készítette). Dísztelen homlokzati kiképzése a belső tér szerkezeti beosztását hangsúlyozza. Az épület jellegzetessége a három aszimmetrikusan elhelyezett kupola, közülük az egyik az északnyugati sarkon álló henger alakú tornyot fedi.
A későbbi évszázadok átalakításai, toldásai nyomán a templom sokat változott: régi keskeny ablakait szélesebbre cserélték, az épület három oldala köré alacsony galériát építettek, az eredeti kupolákat hatalmas hagymakupolákkal váltották fel. A templombelső is sok változáson ment keresztül, többek között eltűnt a kórus számára készült karzat.
1898-ban a vakolat alól előkerültek a régi falfestés egyes részletei, de azokat átfestették. A következő évtizedekben a falakat megtisztították, így az eredeti freskók töredékei, zömmel az oltár körüli részen újra láthatók.
Az első templomot követően a 12. század első felében újabb templom épült, ez azonban nem maradt fenn. A későbbi épületek közül ma is áll a Szretyenyije-templom (1533-1536). Nyugati oldalához tágas refektórium (étkező) csatlakozik, melynek boltozatát középen nyolcszögű oszlop tartja. A kolostor régi harangtornyát, melyet egy bejárati kapu fölé emeltek, 1804-ben lebontották. Helyette 1806-1807-ben új, négyszintes harangtorony épült, ennek két szintje napjainkban is áll.

### Egyéb épületek
A kolostor területén 1740-ben papnevelő intézetet létesítettek, ez 1918-ig működött. Az épületek egy része az intézet céljait szolgálta, közülük az egykori könyvtár- (1780) és a kórház- (1801), továbbá több 19. századi lakó-, hivatali- és gazdasági épület maradt fenn. Miután a szovjet időszakban a kolostort megszüntették, ezeket az épületeket különböző célokra használták, részben lakóházzá alakították át. Az egykori papnevelő intézet tömbjében 1953-ban a városi tanárképző főiskola, 40 évvel később az egyetem bölcsészkara kapott helyet.